# Synoicum pererratum
Synoicum pererratum är en sjöpungsart som först beskrevs av Sluiter 1912.  Synoicum pererratum ingår i släktet Synoicum och familjen klumpsjöpungar.
Artens utbredningsområde är Södra Ishavet. Inga underarter finns listade i Catalogue of Life.